# جرم تقلیدی
جرم تقلیدی (انگلیسی: Copycat crime) یک عمل مجرمانه است که از جرم قبلی الگوبرداری شده یا از آن الهام گرفته شده است. این امر به ویژه پس از قرار گرفتن در معرض محتوای رسانه‌ای که جرم و جنایت مذکور را به تصویر می‌کشد و/یا یک مدل جنایی زنده رخ می‌دهد.
طبق یک مطالعه، جرم کپی‌شده یک پدیده اجتماعی است که همچنان ادامه دارد و به اندازه ای رواج دارد که بر کل فضای جنایی تأثیر بگذارد، عمدتاً با تأثیرگذاری بر تاکتیک‌های مجرمانه در مقابل انگیزه مجرمانه یا ظهور خصلت‌های مجرمانه.